# Mercedes-Benz C-klasa
C-klasa je linija limuzina i karavana srednje klase, te hatchbacka kompaktne klase (samo u drugoj generaciji), koju proizvodi i prodaje Mercedes-Benz, a dosad je proizvedena u tri generacije. Zamjena je za model srednje klase 190. U vrijeme prve pojave na tržištu bio je najmanji i najpristupačnij model, sve do dolaska A-klase 1997.

## W202
Prva C-klasa prve generacije proizvedena je 1. lipnja 1993. Na tržištu je bio ponuđen u dvije karoserijske izvedbe, kao limuzina i karavan, koji je nedostajao kod modela 190, a bio je u ponudi kod glavnih konkurenata, Audija 80 i BMW-a serije 3. 1997. godine doživio je blagi redizajn te su lagano promijenjeni prednji i zadnji branik, a stražnja svjetla su zatamnjena da bi se dobio sportskiji izgled. 

### Motori
| Motor        | Cilindri | Snaga  |
| ------------ | -------- | ------ |
| 1.8 16V      | R4       | 122 KS |
| 2.0 16V      | R4       | 136 KS |
| 2.2, 2.3 16V | R4       | 150 KS |
| 2.4 18V      | V6       | 170 KS |
| 2.3 16V K    | R4       | 193 KS |
| 2.8 24V      | R6       | 193 KS |
| 2.8 18V      | V6       | 197 KS |
| 3.6 24V AMG  | R6       | 280 KS |
| 4.3 32V AMG  | V8       | 306 KS |
| 5.5 32v AMG  | V8       | 347 KS |
| 2.0 8V D     | R4       | 75 KS  |
| 2.2 16V D    | R4       | 95 KS  |
| 2.2 16V CDI  | R4       | 102 KS |
| 2.5 20V D    | R5       | 113 KS |
| 2.2 16V CDI  | R4       | 125 KS |
| 2.5 20V TD   | R5       | 150 KS |

## W203
Prvi model druge generacije sišao je s proizvodne trake 18. srpnja 2000. Dobio je sportskiji izgled nego W202, a uvelike je podsjećao na S-klasu. Ponovno je ponuđen kao limuzina i karavan, a 2001. je došao i hatchback nazvan Sportcoupe, namijenjen mlađim kupcima. Vrh ponude bio je AMG Model s V8 motorom od 367 konjske snage. 2004. godine je doživio lagani redizajn. Modeli pokretani benzincima 280 i 350 bili su dostupni i s pogonom na sva četiri kotača 4Matic, a oni se uz najjači 55 AMG serijski opremaju automatskim mjenjačem s pet brzina. Svi ostali modeli u serijskoj opremi imaju ručni mjenjač sa šest brzina, a gore navedeni automatski dostupan je kao dodatna oprema kod modela pogonjenih četverocilindarskim motorima dok oni sa šesterocilindarskim u opciji nude 7G-Tronic, automatik sa sedam brzina. U cijelom svijetu je bio jako popularan, a na njemačkom tržištu dugo drugi najprodavaniji auto, odmah iza Volkswagen Golfa. Zadnji model, nakon 630 tisuća primjeraka, je proizveden 14. prosinca 2006. godine u Mercedesovoj tvornici u njemačkom Sindelfingenu.

### Motori
| Verzija   | Motor                       | Cilindri | Snaga                |
| --------- | --------------------------- | -------- | -------------------- |
| C 160     | 1.8 16V                     | R4       | 122 KS               |
| C 180     | 2.0 16V 1.8 16V K           | R4       | 129 KS 143 KS        |
| C 200     | 2.0 16V K 1.8 16V K         | R4       | 163 KS 163 KS        |
| C 230     | 1.8 16V K 2.3 16V K 2.5 24V | R4 V6    | 192 KS 195 KS 204 KS |
| C 240     | 2.6 18V                     | V6       | 170 KS               |
| C 280     | 3.0 24V                     | V6       | 228 KS               |
| C 320     | 3.2 18V                     | V6       | 218 KS               |
| C 350     | 3.5 24V                     | V6       | 272 KS               |
| C 32 AMG  | 3.2 18V SC                  | V6       | 354 KS               |
| C 55 AMG  | 5.5 24V                     | V8       | 367 KS               |
| C 200 CDI | 2.2 16V CDI                 | R4       | 115 KS 122 KS        |
| C 220 CDI | 2.2 16V CDI                 | R4       | 143 KS 150 KS        |
| C 270 CDI | 2.7 20V CDI                 | R5       | 170 KS               |
| C 320 CDI | 3.0 24V CDI                 | V6       | 224 KS 231 KS        |

## W204
Prodaja treće generacije C-klase u Europi je počela 31. ožujka 2007. godine. Dizajn je ponovno zasnovan na S-klasi, a neki detalji i na CLS-klasi. Po treći puta je u ponudi limuzina i karavan, dok je hatchback postao poseban model, CLC-klasa. Po prvi puta je Mercedes kao opciju u limuzinskim modelima stavio Mercedesovu značku u masku automobila, kod opreme Avantgarde, dok su Classic i Elegance modeli zadržali tradicionalnu masku. Top model je 6.2 litreni V8 AMG model s 457 KS i izravan suparnik BMW-u M3 i Audiju RS4.

### Motori
| Verzija                         | Motor                        | Cilindri | Snaga  |
| ------------------------------- | ---------------------------- | -------- | ------ |
| C 180 KOMPRESSOR                | 1796 cc 16V                  | R4       | 156 KS |
| C 180 KOMPRESSOR BlueEFFICIENCY | 1597 cc 16V                  | R4       | 156 KS |
| C 200 KOMPRESSOR                | 1796 cc 16V                  | R4       | 184 KS |
| C 230                           | 2496 cc 24V                  | V6       | 204 KS |
| C 280                           | 2996 cc 24V                  | V6       | 231 KS |
| C 350                           | 3498 cc 24V                  | V6       | 272 KS |
| C 350 CGI BlueEFFICIENCY        | 3498 cc 24V direct injection | V6       | 292 KS |
| C 63 AMG                        | 6208 cc 32V                  | V8       | 457 KS |
| C 200 CDI                       | 2148 cc 16V CDI              | R4       | 136 KS |
| C 200 CDI BlueEFFICIENCY        | 2143 cc 16V CDI              | R4       | 136 KS |
| C 220 CDI                       | 2148 cc 16V CDI              | R4       | 170 KS |
| C 250 CDI BlueEFFICIENCY        | 2143 cc 16V twin turbo CDI   | R4       | 204 KS |
| C 320 CDI                       | 2987 cc 24V CDI              | V6       | 224 KS |

### Facelift
Novi facelift W204 generacije predstavljen je u ožujku 2011. godine. Na faceliftu su izmijenjena prednja i stražnja svijetla te su one u LED-tehnici. Interjer je u potpunosti redizajniran. Kao i na prethodnoj generaciji u paketu opreme Classic je opremljena kromiranom rešetkom hladnjaka s klasičnom zvijezdom, Elegance također, uz sve to ima još kromirane aplikacije i više modernih tehnologija u serijskoj opremi, dok Avantgarde dolazi s novim trokrakim volanom i integriranom trokrakom zvijezdom. Početna cijena u Njemačkoj iznosi 32.695,25 €. Novi motori troše puno manje goriva nego prethodni modeli.

## W205
Četvrta generacija je predstavljena u siječnju 2014. godine. na "North American International Auto Show (NAIAS)" u Detroitu. 15. ožujka iste godine je počela prodaja u Europi.

## Vanjska poveznica
- Mercedes-Benz Hrvatska